# Rhipicephalus deltoideus
Rhipicephalus deltoideus är en fästingart som beskrevs av Neumann 1910. Rhipicephalus deltoideus ingår i släktet Rhipicephalus och familjen hårda fästingar. Inga underarter finns listade i Catalogue of Life.